# Malus fusca
Malus fusca là một loài thực vật thuộc chi Hải đường, họ Hoa hồng. Loài này được (Raf.) C.K. Schneid. miêu tả khoa học đầu tiên năm 1906. Nó có nguồn gốc ở miền tây Bắc Mỹ từ Alaska đến California, nơi nó mọc trong các rừng lá kim.
Loại quả này có thể được ăn sống hoặc nấu chín, tuy nhiên nó có một hương vị có tính axit. Trái cây cũng có thể được sử dụng để sản xuất pectin. Vỏ cây có thể được sử dụng như một loại thảo dược. Nó cũng được trồng trong công viên và khu vườn như một cây cảnh.
Quả táo dại Oregon được đánh giá cao bởi người dân bản địa của vùng Tây Bắc Thái Bình Dương, và được thu thập dọc theo bờ biển. Cây có giá trị cho gỗ cứng và đàn hồi, và vỏ cây của nó, được sử dụng cho một loạt các mục đích y tế.

## Hình ảnh

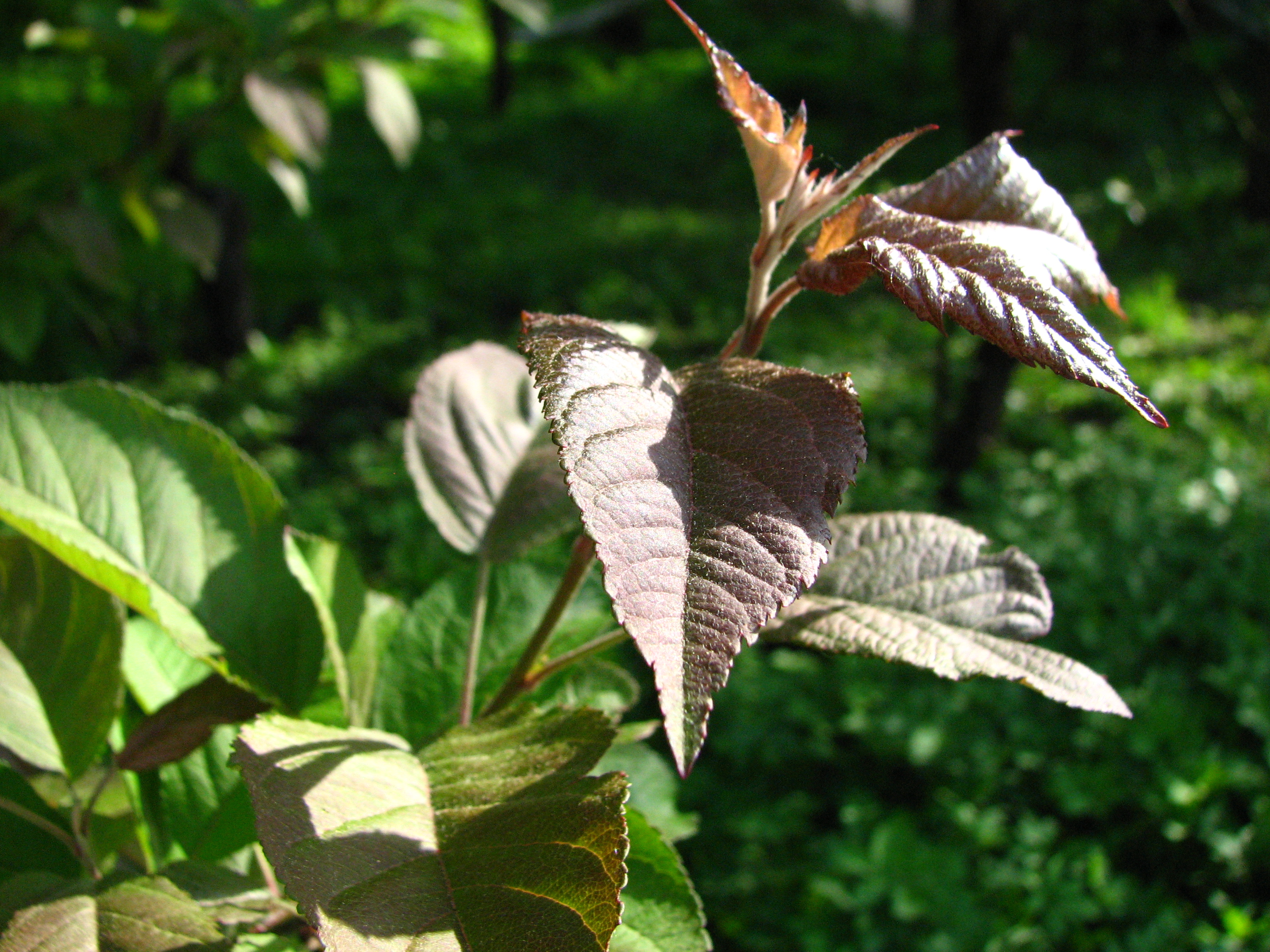
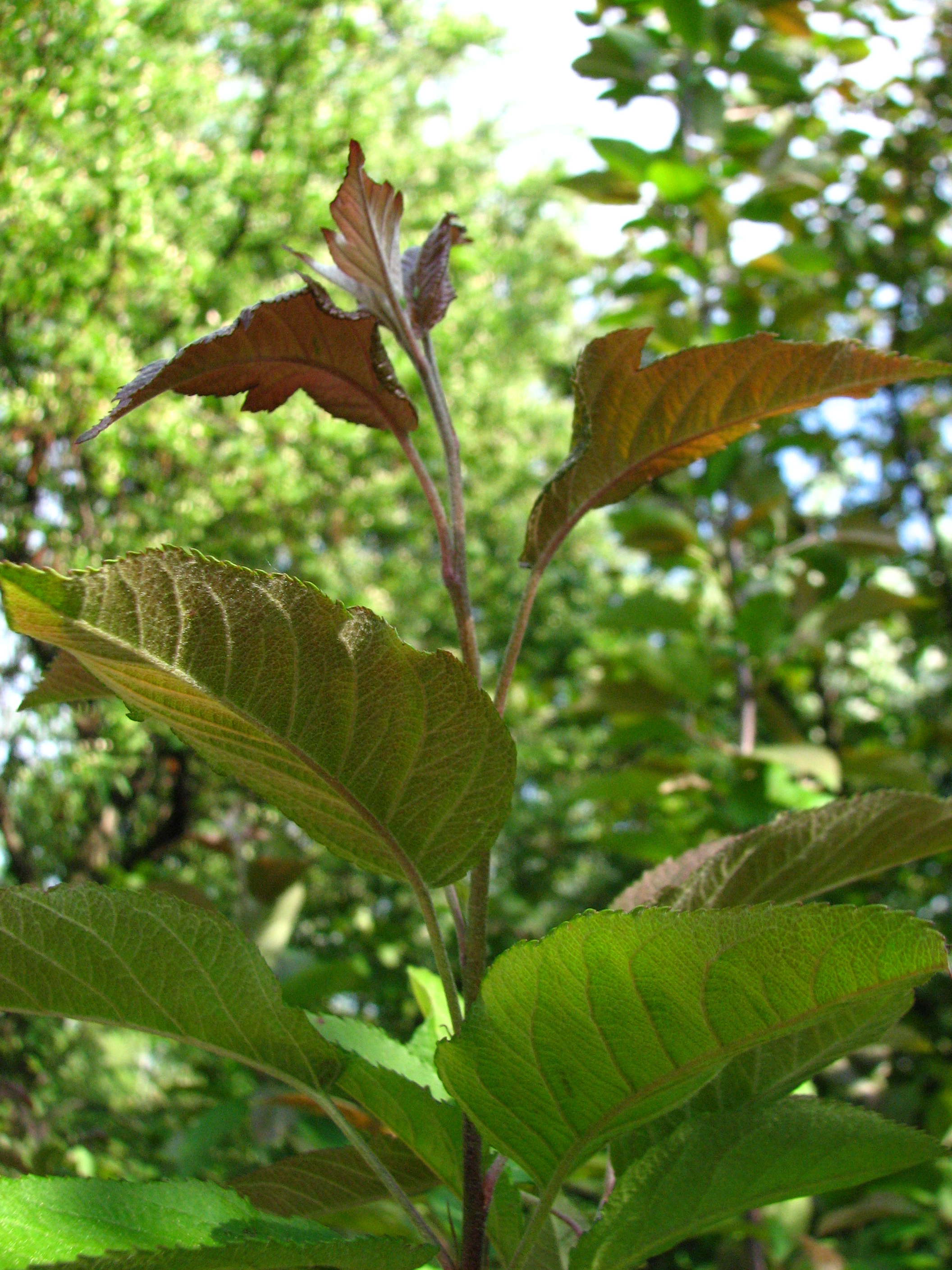